# Sören Lekberg
Sören Olle Lekberg, född 22 april 1946 i Karlskoga, är en tidigare svensk ombudsman och politiker (socialdemokrat).
Lekberg var riksdagsledamot 1975–1976 och 1982–2002 (fram till 1983 ersättare), invald i Stockholms läns valkrets. Han var ledamot av Konstitutionsutskottet 1985–1992, Bostadsutskottet 1992–1994, Finansutskottet 1994–1998 och Utrikesutskottet 1998–2002. Han var också ledamot av EU-nämnden från 1996 och dess ordförande 1998–2002. Han har även varit suppleant i Trafikutskottet och ledamot av riksdagens valberedning, sammansatta konstitution- och utrikesutskottet samt sammansatta utrikes- och försvarsutskottet.
Tillsammans med Göran Lennmarker representerade Lekberg Sveriges riksdag i utformandet av Europeiska konventet 2002–2003. Lekberg var 2003–2006 ordförande i styrelsen för Riksrevisionen.